# Torysky
Torysky (bis 1927 slowakisch „Toryska“; deutsch Siebenbrunn, ungarisch Tarcafő – bis 1892 Toriszka) ist eine Gemeinde im Osten der Slowakei mit 321 Einwohnern (Stand 31. Dezember 2024) und gehört zum Okres Levoča, einem Kreis des Prešovský kraj sowie zur traditionellen Landschaft Zips.

## Geografie
Die Gemeinde befindet sich in den Leutschauer Bergen am Oberlauf der Torysa, unweit deren Quelle. Das Ortszentrum liegt auf einer Höhe von 810 m n.m. und ist 16 Kilometer von Levoča entfernt.
Das Gemeindegebiet von Torysky grenzt an Tichý Potok (Katastralgemeinde Blažov) im Norden, Nižné Repaše im Osten, Vyšné Repaše im Süden und Levoča (Stadtteile Závada und Levočská Dolina) im Südwesten und Westen.

## Geschichte
Das Gebiet rund um den Ort wurde 1284 als Tarchafeu schriftlich erwähnt. Nach dem Tod des Königs Sigismund im Jahr 1437 waren die örtlichen Wälder „unrechtmäßig“ im Besitz des Geschlechts Görgey, ehe sie 1439 der Stadt Leutschau zugeschlagen wurden.
Erst 1537 entschied sich die Stadt Leutschau, das Gebiet zu bevölkern und siedelte hier Russinen nach walachischem Recht an. Das neu entstandene Dorf erhielt den Namen Torizka und gehörte zum Herrschaftsgebiet der Stadt und leistete die Abgaben auch dort. Erst die Abschaffung der Leibeigenschaft im Jahr 1848 beendete die feudalen Pflichten gegenüber Leutschau. Die erste (wohl hölzerne) Kirche und Pfarrhof wurden im 17. Jahrhundert errichtet. 1828 zählte man 185 Häuser und 1.336 Einwohner, die in Forstwirtschaft, Schaf- und Viehhaltung beschäftigt waren. Um die Wende vom 19. zum 20. Jahrhundert wanderten viele Einwohner aus.
Bis 1918 gehörte der im Komitat Zips liegende Ort zum Königreich Ungarn und kam danach zur Tschechoslowakei beziehungsweise heute Slowakei.

## Bevölkerung
| Jahr                | 1994 | 2004    | 2014     | 2024    |
| ------------------- | ---- | ------- | -------- | ------- |
| Anzahl der Personen | 431  | 392     | 350      | 321     |
| Unterschied         |      | −9,04 % | −10,71 % | −8,28 % |

| Jahr                | 2023 | 2024    |
| ------------------- | ---- | ------- |
| Anzahl der Personen | 324  | 321     |
| Unterschied         |      | −0,92 % |

Gemäß der Volkszählung 2011 wohnten in Torysky 354 Einwohner, davon 209 Slowaken, 129 Russinen und ein Tscheche. 15 Einwohner machten keine Angabe. 283 Einwohner bekannten sich zur griechisch-katholischen Kirche, 57 Einwohner zur römisch-katholischen Kirche und ein Einwohner zur evangelischen Kirche A. B. Bei 13 Einwohnern wurde die Konfession nicht ermittelt.
Ergebnisse nach der Volkszählung 2001 (416 Einwohner):
| Nach Ethnie: - 95,91 % Slowaken - 2,40 % Russinen - 0,24 % Polen - 0,24 % Tschechen | Nach Konfession: - 86,46 % griechisch-katholisch - 12,74 % römisch-katholisch - 1,92 % keine Angabe - 0,24 % konfessionslos |

## Bauwerke
- griechisch-katholische Mariä-Schutz-Kirche aus dem Jahr 1861
- Kapelle aus dem Anfang des 19. Jahrhunderts
- Volksarchitektur (Blockhäuser)